# Imathia

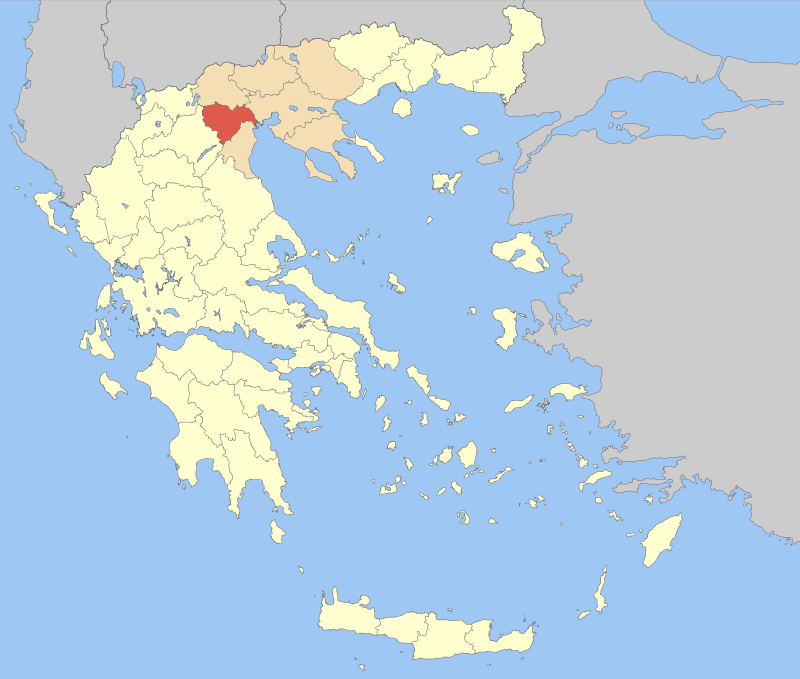
Imathia na mapě Řecka

Imathia (řecky Ημαθία - Imathia, starořecky Emathía) je řecká regionální jednotka na severu Řecka v Makedonii. Imathia hraničí s řeckými makedonskými kraji Pieria, Kozani, Pella a Soluň. Hlavní a největší město je Veria. Protéká zde řeka Aliakmonas.
Celá krajská jednotka Imathia má kolem 145 000 obyvatel, samotná Veria kolem 45 000. Mnoho lidí původem z Imathii se vystěhovalo do Soluně.

## Dějiny
Imathia byla součást Makedonského království. Stály tu města jako Veria a Vergina (Aiga), kde se nacházejí hrobky makedonských králů, mezi nimi i Filipa II., otce Alexandra III. Makedonského.
Ve 2. století po římsko-makedonských válkách Imathiu ovládli Římané a z města Veria se stalo provinční město. Obyvatelstvo postupně přecházelo na křesťanství. Koncem první gótské války] v letech 380–381 přes Imathii přecházely zbytky gótských vojsk. V roce 395 se Imathia stala součástí Východořímské říše.
V 9. století kraj dobyli Bulhaři, v roce 1204 byl začleněn do Latinského císařství, ale v roce 1261 jej dobylo Nikájské císařství a obnovila se Byzantská říše.
V 15. století kraj na více než 500 let ovládli Osmanští Turci a Imathia se stala součástí svobodného Řecka až v roce 1913 po druhé balkánské válce. Po Řecko-turecké výměně obyvatelstva v roce 1923 se zde usídlovali maloasijští Řekové.

## Současnost
Imathia patří díky svým antickým památkám mezi turistické lokality Řecka. Snad nejznámější lokalita je město Vergina (starověká Aiga), kde řecký archeolog Manolis Andronikos objevil hrobky králů starověké Makedonie. Největší město je zde Veria (antická Beroe), jiná města jsou Melika, Irinupoli, Alexandria a Nausa. V Nause (arum. Niausta) žijí i Arumuni.